# Motegi
Motegi (茂木町?) è una cittadina giapponese della prefettura di Tochigi.
Il paese ospita il circuito di Motegi, sede del Gran Premio del Giappone della MotoGP.